# 杰弗里·米勒
杰弗里·富蘭克林·米勒（英語：Geoffrey Franklin Miller，1965年—）是一名美國演化心理學家，新墨西哥大學心理学副教授，以研究人类进化中的性选择而闻名，主要作品有《超市里的原始人：新零售时代三部曲》（Spent: Sex, Evolution, and Consumer Behavior）。